# Dowha (Berg)
Der Dowha (ukrainisch Довга; russisch Dowga, polnisch Douha) ist ein 1371 m hoher Berg im Gorgany, einem Gebirgszug der Waldkarpaten in der Ukraine.
Der Berg liegt im Süden des Rajon Nadwirna in der westukrainischen Oblast Iwano-Frankiwsk an der Grenze zur Oblast Transkarpatien.
Der nördliche  und der südliche Hang des Berges ist steil, der Westhang verläuft sanft.
Die Höhe des Dowha wird, je nach Quelle, mit 1370,8 m bis 1371,3 m angegeben.
Im Nordwesten des Dowha liegt das Dorf Bystryzja und im Südosten befindet sich bei dem Dorf Poljanyzja mit dem Wintersport-Resort Bukowel das größte und modernste Skigebiet der Ukraine.